# Fowlea sanctijohannis
Fowlea sanctijohannis är en ormart som beskrevs av Boulenger 1890. Fowlea sanctijohannis ingår i släktet Fowlea och familjen snokar. Inga underarter finns listade i Catalogue of Life.
Arten förekommer i bergstrakter i Pakistan, Indien, Nepal, Bhutan och norra Myanmar. Honor lägger ägg.